# Jan Roháč (divadelní hra)
Jan Roháč je historická divadelní hra Aloise Jiráska, která byla napsána v letech 1913–1914. První knižní vydání vyšlo v nakladatelství Jan Otto v roce 1914. Premiéru u Sedláčkovy herecké společnosti v Berouně měla dne 16. 6. 1914, premiéra v Národním divadle se konala dne 25. 10. 1918.
Jan Roháč byla skutečná historická osoba husitského hejtmana, původem z rodu Pánů z Dubé.

## Filmová adaptace
- Jan Roháč z Dubé (film) - československé drama režiséra Vladimíra Borského z roku 1947. V hlavní roli Otomar Korbelář.